# Kategoria e Parë 1961
La Kategoria e Parë 1961 fu la 24ª edizione della massima serie del campionato albanese di calcio concluso con la vittoria del Partizani, al suo ottavo titolo.
Capocannoniere del torneo fu Panajot Pano (Partizani Tirana) con 17 reti.

## Formula
Come nella stagione precedente le squadre partecipanti furono 10 che disputarono un turno di andata e ritorno per un totale di 18 partite.
Le ultime due classificate retrocedettero in Kategoria e Dytë.
Il campionato si concluse con Dinamo e Partizani a pari punti; venne così disputato uno spareggio per decretare il vincitore.
Per la prima volta le squadre una squadra albanese si qualificò ad una coppa europea. La vincente, infatti, venne ammessa alla Coppa dei Campioni 1962-1963.

## Squadre
| Squadra             | Città   | Stadio | Stagione 1960      |
| ------------------- | ------- | ------ | ------------------ |
| Skënderbeu          | Coriza  |        | 4°                 |
| Labinoti            | Elbasan |        | 7°                 |
| 17 Nëntori          | Tirana  |        | 3°                 |
| KF Partizani Tirana | Tirana  |        | 2°                 |
| Dinamo Tirana       | Tirana  |        | Campione d'Albania |
| Flamurtari          | Valona  |        | 6°                 |
| Besa Kavajë         | Kavajë  |        | 5°                 |
| Vllaznia            | Scutari |        | 9°                 |
| Tomori              | Berat   |        | 8°                 |
| Traktori            | Lushnjë |        | Kategoria e Dytë   |

## Classifica finale
|  | Pos. | Squadra    | Pt | G  | V  | N | P  | GF | GS | DR  |
|  | ---- | ---------- | -- | -- | -- | - | -- | -- | -- | --- |
|  | 1.   | Partizani  | 30 | 18 | 14 | 2 | 2  | 46 | 13 | +33 |
|  | 2.   | Dinamo     | 30 | 18 | 14 | 2 | 2  | 41 | 12 | +29 |
|  | 3.   | 17 Nëntori | 23 | 18 | 9  | 5 | 4  | 27 | 18 | +9  |
|  | 4.   | Labinoti   | 18 | 18 | 8  | 2 | 8  | 23 | 26 | -3  |
|  | 5.   | Flamurtari | 16 | 18 | 5  | 6 | 7  | 21 | 26 | -5  |
|  | 6.   | Skënderbeu | 15 | 18 | 6  | 3 | 9  | 24 | 26 | -2  |
|  | 7.   | Besa       | 15 | 18 | 6  | 3 | 9  | 17 | 24 | -7  |
|  | 8.   | Traktori   | 12 | 18 | 3  | 6 | 9  | 16 | 26 | -10 |
|  | 9.   | Vllaznia   | 11 | 18 | 4  | 3 | 11 | 10 | 26 | -16 |
|  | 10.  | Tomori     | 10 | 18 | 3  | 4 | 11 | 15 | 43 | -28 |

Legenda:

      Ammessa allo spareggio
      Retrocesso in Kategoria e Dytë
Note:

Due punti a vittoria, uno a pareggio, zero a sconfitta.

### Spareggio
Lo spareggio venne disputato a Tirana e si concluse 1-1 dopo i tempi supplementari. Venne così deciso di rigiocare la partita, sempre nella capitale, e il Partizani vinse 1-0 dopo 3 tempi supplementari.
| Tirana | Partizani Tirana | 1 – 0 | Dinamo Tirana |  |

## Verdetti
- Campione: Partizani Tirana
- Qualificata alla Coppa dei Campioni: Partizani Tirana
- Retrocessa in Kategoria e Dytë: Vllaznia, Tomori